# Francesco Araja

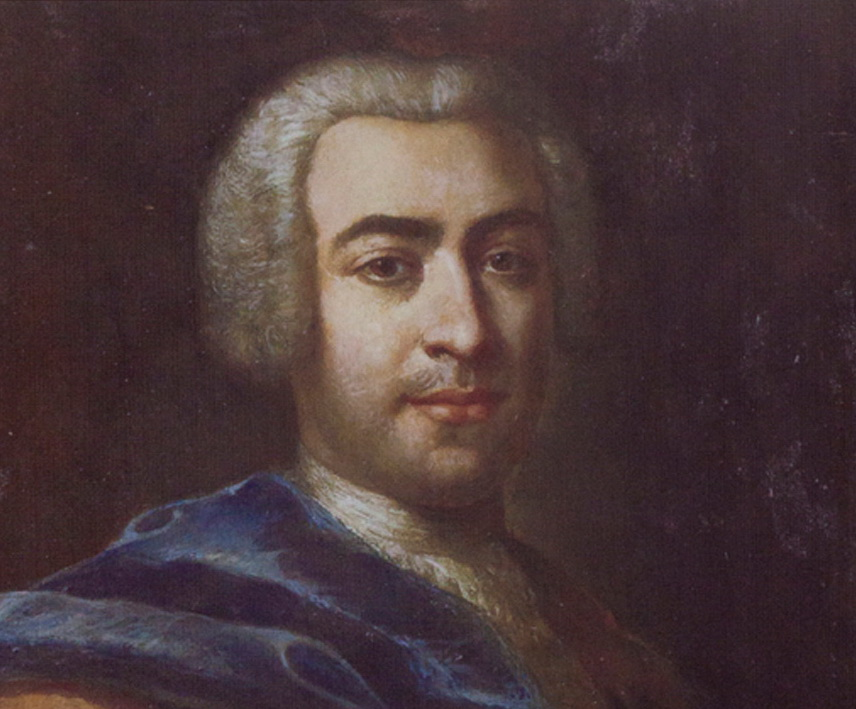
Francesco Araia

Francesco Domenico Araja (Araia) (* 25. Juni 1709 in Neapel; † zwischen 1762 und 1770 in Bologna oder Neapel) war ein italienischer Komponist und Kapellmeister, der lange Zeit in Russland wirkte.

## Leben
Francesco Araja erhielt seine erste musikalische Ausbildung vermutlich durch seinen Vater Angelo Araja und seinen Großvater Pietro Aniello Araja, die beide Musiker waren. Möglicherweise war er auch Schüler von Leonardo Vinci oder Leonardo Leo. Bereits mit 14 Jahren wurde er Kapellmeister der Kirche Santa Maria La Nova in Neapel. 1729, im Alter von 20 Jahren, erfolgte sein Debüt als Opernkomponist. Seine Oper Berenice wurde 1730 in Florenz aufgeführt. Bei der Neuinszenierung 1734 in Venedig sangen Farinelli und Caffarelli die Hauptrollen.
1735 wandte er sich nach St. Petersburg, wo er den Posten des Kapellmeisters der italienischen Oper am Hof erhielt. 1736 führte er in St. Petersburg zum ersten Mal eine Opera seria auf:  La forza dell'amore e dell'odio. Nach einem Zwischenaufenthalt in Italien ging Araja im Herbst 1742 zurück nach St. Petersburg. 1755 führte er die erste Oper mit einem vollständig russischen Libretto auf: Tsefal i Prokris von A. P. Sumarokow. Diese Oper blieb bis zum Ende des 18. Jahrhunderts im Spielplan und gilt als die erste nationale Oper. Auch die Sänger waren zum ersten Mal Russen. Die Jahre von 1759 bis 1761 verbrachte Araja in Italien.
Anfang Januar 1762 rief ihn Peter III. zurück und Araja schrieb die Musik zur Krönung des Zaren. Nach der Ermordung des Zaren im Juni 1762 verließ er endgültig Russland, um sich in Bologna, vermutlich als Musiklehrer niederzulassen.

## Werke

### Opern
- Lo Matremonnejo pe’ Venetta (T. Mariani), Neapel, 1729
- Berenice (A. Salvi), Florenz, Pratolino, 1730, neu inszeniert in Venedig, 1734
- Ciro riconosciuto (Pietro Pariati), Rom, 1731
- Cleomene (V. Cassani) Rom, 1731
- La forza dell’amore e dell’odio, Milano, 1734
- Il Demetrio (Metastasio), Vicenza, 1734
- Lucio Vero (A. Zeno), Venedig, 1735
- Il finto Nino, overo La Semiramide riconosciuta (Metastasio), St. Petersburg, 1737
- Artaserse (Metastasio), St. Petersburg, 1738
- Seleuco (G. Bonechi), Moskau, 1744
- Scipione (G. Bonechi), St. Petersburg, 1745
- Mitridate (G. Bonechi), St. Petersburg, 1747
- Bellerofonte (G. Bonechi), St. Petersburg, 1750
- Eeudossa incoronata (G. Bonechi), St. Petersburg, 1751
- Alessandro nell’Indie (Metastasio), St. Petersburg, 1755
- Tsefal i Prokris (A. Sumarokow), St. Petersburg, 1755

### Kantaten
- La gara, dell’amore e dello zelo, St. Petersburg, 1736
- L’asilo della pace (Libretto G. Bonechi), St. Petersburg, 1748
- La corona d’Allesandro Magno (G. Bonechi), St. Petersburg, 1750
- Amor prigioniero (Metastasio), Oranienbaum, 1755
- Junon secourable lucine (A. Denzi), St. Petersburg, 1757
- Urania vaticinante (A. Denzi), St. Petersburg, 1757

### Andere Werke
- S. Andrea Corsini, Oratorium, Rom, 1731
- Capricci per cembalo
- Streichersinfonien